# Đào Tông Vượng
Đào Tôn Vượng, tên hiệu Cửu Vĩ Quy (tiếng Trung: 九尾龜, nghĩa: Rùa chín đuôi), là một nhân vật hư cấu trong tiểu thuyết cổ điển Trung Quốc Thủy hử. Ông là một trong 72 Địa Sát Tinh của 108 anh hùng Lương Sơn Bạc.

## Xuất thân
Đào Tôn Vượng xuất thân là nông dân ở Quảng Châu. Ông có thể sử dụng thiết tiêu hoặc đao. Đào Tôn Vượng là thủ lĩnh một băng cướp trên núi Hoàng Môn cùng với Âu Bằng, Tưởng Kính và Mã Lân.

## Gia nhập Lương Sơn Bạc
Khi quân Lương Sơn Bạc đánh phủ Giang Châu và quận Vô Vi, lúc rút về Lương Sơn có đi qua núi Hoàng Môn. Quân Lương Sơn thấy núi non địa hình hiểm trở bèn dừng lại, Đào Tôn Vượng cùng ba đầu lĩnh chặn đường, biết có Tống Giang (tức Tống Công Minh) ở đó nên xuống ngựa quy thuận rồi theo về Lương Sơn.

## Sau khi chiêu an và tử trận
Khi phân định ngôi thứ ở Lương Sơn Bạc, Đào Tôn Vượng trở thành đầu lĩnh chuyên việc xây đắp thành trì. Sau khi nhận chiêu an, ông cùng các đầu lĩnh tham gia các chiến dịch đánh dẹp quân Liêu và các lực lượng khác chống đối triều đình nhà Tống. Khi mới bắt đầu chiến dịch đánh Phương Lạp, ở trận đánh Nhuận Châu, Đào Tôn Vượng tử trận trong đám loạn quân.

## Trong Đãng Khấu Chí
Tại hồi 58, quân mã Vân Thiên Bưu vây đánh Lai Vu, nhưng Chu Vũ phòng thủ nghiêm ngặt, đánh mãi chưa phá được. Lưu Tuệ Nương dùng kế phá đê sông Vấn Hà, Lai Vu ngập trong biển nước. Quân triều đình cưỡi thuyền lên mặt thành, Mạnh Khang bị Phó Ngọc đâm chết, Đào Tông Vượng bị Văn Đạt dùng đao chém đứt làm đôi, Bào Húc, Chu Vũ bị bắt sống.